# عدد دوخین
عدد دوخین(به انگلیسی: Dukhin number) عددی بدون بعد است که ارتباط رسانایی سطح را با خواص الکتروآکوستیک، الکتروسینتیک و همچنین تراوایی و رسانایی سیال بررسی می‌کند.

## تعریف
{\displaystyle \ Du={\frac {\kappa ^{\sigma }}{{\mathrm {K} _{m}}a}}}
در این رابطه:
- {\displaystyle \kappa ^{\sigma }} رسانایی سطحی
- Km رسانایی توده سیال
- a اندازه ذرات